# Agaricus campestris
El champiñón de prado, hongo campesino o seta campesina (Agaricus campestris) es una especie de hongo de la familia de las Agaricaceae. Es un hongo comestible que puede confundirse por su semejanza a ciertas amanitas de sombrero blanco (venenosa) y la agaricus xanthoderma que produce vómitos.

## Nombre común
- Castellano: champiñón de prado, hongo campesino,[2] seta campesina,[2] champiñón silvestre
- Catalán: Camperol
- Vasco: Barren-gorri
- Gallego: Fungo dos lameiros
- Tsotsil: Turuk'moni'

## Descripción
Sombrero: de 6 a 10 cm de diámetro. Hemisférico, convexo y luego aplanado. Cutícula sedosa, fibrilosa de color blanco, fácilmente separable.
Pie: corto, grueso, cilíndrico algo engrosado en la base. Liso de color blanco, con anillo simple membranoso y blanco.
Himenóforo: láminas libres, apretadas, de color rosa vivo, luego chocolate y al final negruzcas. 
Velos: con anillo
Carne: firme, compacta, gruesa, blanca que se colorea débilmente al corte. De sabor dulce y olor agradable.
Esporada: marrón oscuro
Hábitat y época de aparición: de primavera a otoño en prados y pastizales.
Toxicidad: Sí es comestible